# Corte Suprema de Justicia de Colombia
La Corte Suprema de Justicia de Colombia es la más alta instancia judicial de la jurisdicción ordinaria en la República de Colombia. La sede está ubicada en el Palacio de Justicia en la Plaza de Bolívar en la ciudad de Bogotá.

## Antecedentes
Antes de la constitución del 1991 tenía a su cargo, entre otras, las funciones que hoy corresponden a la Corte Constitucional, pero con la creación de este organismo por la carta política colombiana, ha quedado a cargo del ejercicio de su función primordial, la cual es ser el máximo tribunal de la jurisdicción ordinaria.

## Funcionamiento
El funcionamiento de la Corte Suprema de Justicia de Colombia esta definido en la Constitución Política de Colombia en su artículo 234 (modificado por el artículo 2 del Acto Legislativo 1 de 2018) el cual establece:
La Corte Suprema de Justicia es el máximo Tribunal de la Jurisdicción Ordinaria y se compondrá del número impar de Magistrados que determine la ley. Esta dividirá la Corte en Salas y Salas Especiales, señalará a cada una de ellas los asuntos que deba conocer separadamente y determinará aquellos en que deba intervenir la Corte en pleno.
En el caso de los aforados constitucionales, la Sala de Casación Penal y las Salas Especiales garantizarán la separación de la instrucción y el juzgamiento, la doble instancia de la sentencia y el derecho a la impugnación de la primera condena.
La Sala Especial de Instrucción estará integrada por seis (6) Magistrados y la Sala Especial de Primera Instancia por tres (3) Magistrados.
Los miembros de estas Salas Especiales deberán cumplir los requisitos para ser Magistrados de la Corte Suprema de Justicia. Se les aplicará el mismo régimen para su elección y periodo.
Los Magistrados de las Salas Especiales solo tendrán competencia para conocer de manera exclusiva de los asuntos de instrucción y juzgamiento en primera instancia en las condiciones que lo establezca la ley.
El reglamento de la Corte Suprema de Justicia no podrá asignar a las Salas Especiales el conocimiento y la decisión de los asuntos que correspondan a la Sala de Casación Penal.
Los Magistrados de las Salas Especiales no podrán conocer de asuntos administrativos, ni electorales de la Corte Suprema de Justicia ni harán parte de la Sala Plena.

PARÁGRAFO. Los aforados constitucionales del artículo 174 de la Constitución Política tienen derecho de impugnación y doble instancia conforme lo señale la ley.

### Composición
Está integrada por un número impar de magistrados según lo determine la ley, en el momento actual son 23 magistrados, para períodos individuales de 8 años, elegidos por la misma corporación de listas superiores a 5 candidatos enviadas por el Consejo Superior de la Judicatura. A este sistema de elección se le ha denominado tradicionalmente sistema de cooptación.
La Corte Suprema de Justicia es el máximo tribunal de la jurisdicción ordinaria de Colombia. Como tal, unifica la jurisprudencia nacional y decide de forma definitiva los litigios de los cuales tiene conocimiento.
Para un cabal desarrollo de sus funciones la Corte Suprema de Justicia se divide en 5 salas, según lo establecido en el artículo 243 de la Constitución Política y junto a ella, lo establecido por el artículo 7 de la Ley 1285 de 2009, con base en esto, las salas con las cuales cuenta la corte son:
- Sala Plena
- Sala de Gobierno
- Sala de Casación Penal: Conformada por 9 magistrados.
- Sala de Casación Civil y Agraria: Conformada por 7 magistrados.
- Sala de Casación Laboral: Conformada por 7 magistrados.

En 2013 asume por primera vez una mujer como presidente de la Corte Suprema de Justicia, la Dra. Ruth Marina Díaz Rueda.

## Funciones de la Corte Suprema de Justicia
La Corte Suprema de Justicia es el máximo tribunal de la Jurisdicción Ordinaria. Según el Artículo 235 de la Constitución Nacional son atribuciones de la Corte Suprema de Justicia:
1. Actuar como tribunal de casación o conciliación.
2. Juzgar al Presidente de la República o a quien haga sus veces y a los magistrados de la Corte Suprema de Justicia, del Consejo de Estado y de la Corte Constitucional, los miembros del Consejo Superior de la Judicatura y el Fiscal General de la Nación, por cualquier hecho punible que se les impute (art. 174 y 175 num. 2 y 3). 
3. Investigar y juzgar a los miembros del Congreso. 
4. Juzgar, previa acusación del Fiscal General de la Nación, a los Ministros del Despacho, al Procurador General de la Nación, al Defensor del Pueblo, a los agentes del Ministerio Público ante la Corte, ante el Consejo de Estado y ante los tribunales.
5. Conocer de todos los negocios contenciosos de los agentes diplomáticos acreditados ante el gobierno de la nación, en los casos previstos por el derecho internacional.

## Integrantes actuales
La Corte Suprema de Justicia está integrada por 23 magistrados, elegidos por la misma corporación de listas conformadas por el Consejo Superior de la Judicatura, para períodos individuales de ocho años. La corte está dividida en tres salas de casación laboral, penal y civil. Además, tiene una sala plena. Los magistrados actuales que componen cada sala son:

### Sala de Casación civil y Agraria
| Cargo      | Nombre                              |
| ---------- | ----------------------------------- |
| Magistrado | Aroldo Wilson Quiroz Monsalvo       |
| Magistrada | Martha Patricia Guzmán Álvarez      |
| Magistrado | Luis Alonso Rico Puerta             |
| Magistrado | Octavio Augusto Tejeiro Duque       |
| Magistrado | Francisco José Ternera Barrios      |
| Magistrada | Hilda González Neira                |
| Magistrada | Fernando Augusto Jiménez Valderrama |

### Sala de Casación Penal
| Cargo      | Nombre                            |
| ---------- | --------------------------------- |
| Magistrado | Carlos Roberto Solórzano Garavito |
| Magistrado | Myriam Ávila Roldán               |
| Magistrado | Fernando Bolaños Palacios         |
| Magistrado | Diego Corredor Beltrán            |
| Magistrado | Gerson Chaverra Castro            |
| Magistrado | Luis Antonio Hernández Barbosa    |
| Magistrado | Fabio Ospitia Garzón (Vacante)    |
| Magistrado | Hugo Quintero Bernate             |
| Magistrado | Jorge Hernan Diaz Soto            |

### Sala de Casación Laboral
| Cargo      | Nombre                      |
| ---------- | --------------------------- |
| Magistrado | Iván Mauricio Lenis Gómez   |
| Magistrado | Fernando Castillo Cadena    |
| Magistrado | Gerardo Botero Zuluaga      |
| Magistrada | Marjorie Zúñiga Romero      |
| Magistrado | Luis Benedicto Herrera Díaz |
| Magistrado | Clara Inés López Dávila     |
| Magistrado | Omar Ángel Mejía Amador     |

## Requisitos para ser magistrado de la Corte Suprema de Justicia
En la Constitución Política de Colombia, en su artículo 232, se encuentran los requisitos necesarios para integrar como magistrado las Altas Cortes, a saber:
Para ser Magistrado de la Corte Constitucional, de la Corte suprema de Justicia y del Consejo de Estado se requiere:
1. Ser colombiano de nacimiento y ciudadano en ejercicio.
2. Ser abogado.
3. No haber sido condenado por sentencia judicial a pena privativa de la libertad, excepto por delitos políticos o culposos.
4. Haber desempeñado, durante diez años, cargos en la Rama Judicial o en el Ministerio Público, o haber ejercido, con buen crédito, por el mismo tiempo, la profesión de abogado, o la cátedra universitaria en disciplinas jurídicas en establecimientos reconocidos oficialmente.

Parágrafo. Para ser Magistrado de estas corporaciones no será requisito pertenecer a la carrera judicial.

## Presidentes de la Corte Suprema de Justicia
Lista de presidente de la Corte Suprema
| Presidente                     | Periodo     | Presidente                         | Periodo   | Presidente                      | Periodo   | Presidente                      | Periodo |  |
| ------------------------------ | ----------- | ---------------------------------- | --------- | ------------------------------- | --------- | ------------------------------- | ------- |  |
| Rito Antonio Martínez Gómez    | 1887-1889   | Pedro Elías Serrano Abadía         | 1980-1981 | José Roberto Herrera Vergara    | 1996      | Álvaro Fernando García Restrepo | 2019    |  |
| José Hernández Arbeláez        | 1959 y 1965 | Luis Carlos Sáchica Aponte         | 1982      | Didimo Paz Velandia             | 1997      | Jorge Luis Quiroz Alemán        | 2020    |  |
| Luis Carlos Zambrano           | 1966        | José Eduardo Gnecco Correa         | 1983      | José Fernando Ramírez Gómez     | 1998      | Luis Antonio Hernández Barbosa  | 2021    |  |
| Guillermo Ospina Fernández     | 1967 y 1970 | Humberto Murcia Ballén             | 1984      | Silvio Fernando Trejos Bueno    | 1999-2004 | Aroldo Wilson Quiroz Monsalvo   | 2022    |  |
| Gustavo Fajardo Pinzón         | 1968        | Alfonso Reyes Echandía             | 1985      | Carlos Isaac Nader              | 2005      | Fernando Castillo Cadena        | 2023    |  |
| Crotatas Londoño Cardona       | 1969        | Fernando Uribe Restrepo            | 1986      | César Julio Valencia Copete     | 2007      | Gerson Chaverra Castro          | 2024    |  |
| Octavio Augusto Tejeiro Duque  | 2025        |                                    |           |                                 |           |                                 |         |  |
| Luis Eduardo Mesa Velásquez    | 1971        | Juan Francisco Hernández Sáenz     | 1987      | Francisco Javier Ricaurte Gómez | 2008      |                                 |         |  |
| Juan Benavides Patrón          | 1972        | José Alejandro Bonivento Fernández | 1988      | Augusto Ibáñez Guzmán           | 2009-2012 |                                 |         |  |
| Guillermo Gonzáles Charry      | 1973        | Fabio Morón Díaz                   | 1989      | Javier Zapata Ortiz             | 2012      |                                 |         |  |
| José Enrique Arboleda Valencia | 1974        | Jorge Carreño Luengas              | 1990      | Ruth Marina Díaz Rueda          | 2013      |                                 |         |  |
| Aurelio Camacho Rueda          | 1975        | Pablo Julio Cáceres Corrales       | 1991      | Luis Gabriel Miranda Buelvas    | 2014      |                                 |         |  |
| Alejandro Córdoba Medina       | 1976        | Pedro Lafont Pianetta              | 1992      | José Leonidas Bustos Martínez   | 2015      |                                 |         |  |
| Luis Enrique Romero Soto       | 1977        | Manuel Enrique Daza Álvarez        | 1993      | Margarita Cabello Blanco        | 2016      |                                 |         |  |
| Luis Sarmiento Buitrago        | 1978        | Ricardo Calvete Rangel             | 1994      | Rigoberto Echeverri Bueno       | 2017      |                                 |         |  |
| José María Esguerra Samper     | 1979        | Carlos Esteban Jaramillo Schloss   | 1995      | José Luis Barceló Camacho       | 2018      |                                 |         |  |

## Casos relevantes
Aunque todos los asuntos atendidos por la Corte Suprema de Justicia son relevantes, algunos han alcanzado un amplio cubrimiento mediático, como los siguientes:

### Constitución Política de 1991
El papel de la Corte Suprema de Justicia fue preponderante para consolidar y dar legalidad y legitimidad al proceso constitucional que derivó finalmente en la aprobación de la Asamblea Nacional Constituyente de 1991 y que finalmente derivó en la consolidación de la Constitución Política de 1991. 
Cabe resaltar que el proceso de la convocatoria a dicha asamblea ocurrió en el marco de las elecciones de Senado, Cámara de Representantes, asambleas departamentales, concejos municipales y alcaldes en 1990. Para ello el movimiento estudiantil de La Séptima Papeleta propuso la inclusión de un séptimo tarjetón en el que se consultaba a los votantes si estaban o no de acuerdo con convocar a una Asamblea Constituyente. 
Para la consolidación de esta propuesta fue fundamental el reconocimiento que le dio la Corte Suprema de Justicia al reconocer la mayoritaria voluntad popular validando el voto. 

### Caso Uribe
El origen formal del Caso Uribe fue a raíz de la apertura formal de una investigación por parte de la Corte Suprema de Justicia en contra del entonces senador Álvaro Uribe Vélez, por cuenta de un presunto soborno a testigos y fraude procesal que se habría dado a través de Diego Cadena quien entonces era su abogado.
Cabe resaltar que la Corte Suprema de Justicia perdió la competencia para conocer dicho caso, debido a que el entonces Senador Álvaro Uribe Vélez, renunció a su escaño como Senador y es Juzgado en la actualidad sin su fuero constitucional por la Fiscalía General de la Nación. 
Cabe resaltar que en la actualidad este caso y el que se adelantó de manera individual contra su abogado Diego Cadena no cuentan con sentencia definitiva.

## Controversias

### Cartel de la toga
El Cartel de la toga es un caso de corrupción judicial y política de Colombia, en el cual miembros de la Corte Suprema de Justicia de Colombia cometieron los delitos de cohecho y concusión. Se destapó en el año 2017, y se considera un incidente grave de corrupción, porque dejó en evidencia un entramado de desviación de la acción penal. Se han realizado más de 50 capturas y extradiciones.

### Escándalo de las Chuzadas
En Colombia se conoce como Escándalo de las chuzadas del DAS el proceso judicial que acabó con el Departamento Administrativo de Seguridad (DAS). Esta entidad era un departamento directo del presidente de la República y tenía la misión de velar por la seguridad nacional del país. En febrero de 2009 fue descubierta ejecutando una operación ilegal de espionaje ordenada dentro del gobierno de Álvaro Uribe Vélez (2002-2010) principalmente en contra de las Altas Cortes, además de periodistas independientes, políticos de la oposición y defensores de derechos humanos. En ese momento el Departamento Administrativo de Seguridad y otros funcionarios ejecutivos presuntamente en colaboración con organizaciones paramilitares gobierno llevaba a cabo una serie de interceptaciones telefónicas y seguimientos ilegales sin autorización judicial como forma de intimidación y/o monitoreo.